# Lipany (Vitice)
Lipany (deutsch Lipan) ist ein Ortsteil der Gemeinde Vitice in Tschechien. Er liegt fünf Kilometer nordwestlich von Kouřim und gehört zum Okres Kolín.

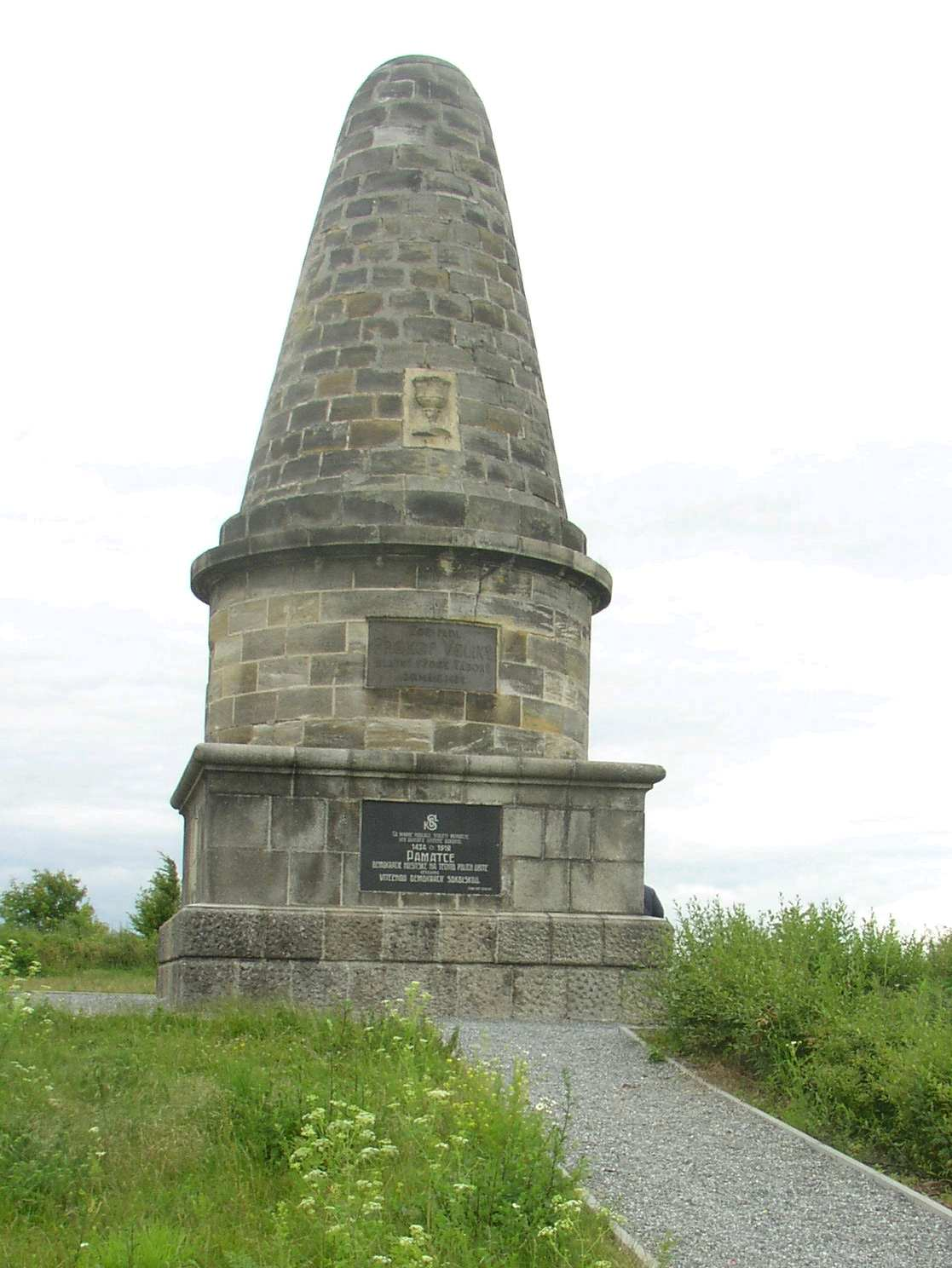
Mahnmal an die Schlacht bei Lipan

## Geographie
Lipany befindet sich im Mittelböhmischen Bergland am nördlichen Fuß des Hügels Lipská hora (Lipska, 367 m).
Nachbarorte sind Chrášťany und Chotouň im Norden, Kubšovka und Vrbčany im Nordosten, Miškovice im Osten, Borek, Třebovle und Hlaváčova Lhota im Südosten, Království und Dobré Pole im Süden, Močedník im Südwesten, Vitice und Hřiby im Westen sowie Bylany im Nordwesten.

## Geschichte
Die erste schriftliche Erwähnung von Lipany erfolgte im Jahre 1360 als Sitz des Vladikengeschlechts der Lipanský von Lipany. Am 30. Mai 1434 fand an der Lipská hora die entscheidende Schlacht der Hussitenkriege zwischen den radikalen Hussiten unter Andreas Prokop und Jan Čapek ze Sán sowie der Allianz aus Kaiserlichen und Utraquisten statt, die als Schlacht bei Lipan in die Geschichte eingegangen ist.
Nach der Aufhebung der Patrimonialherrschaften bildete Lipany ab 1850 einen Ortsteil der politischen Gemeinde Vitice im Bezirk Böhmisch Brod. Ab 1878 bildete Lipany eine eigene Gemeinde. Seit 1961 gehört Lipany zum Okres Kolín. 1972 erfolgte die Eingemeindung nach Vitice. 1991 hatte der Ort 114 Einwohner. Im Jahre 2001 bestand das Dorf aus 45 Wohnhäusern, in denen 96 Menschen lebten. Am letzten Samstag im Mai wird in Lipany eine Prozession nach der Lipská hora abgehalten.

## Sehenswürdigkeiten
- Lipská hora, Aussichtspunkt; seit 1881 befindet sich auf dem Hügel ein 11 m hohes Mahnmal, das an die Schlacht bei Lipan erinnert. 1990 wurde das Denkmal saniert.
- Schloss Lipany, bis 1990 als Patentarchiv der Tschechoslowakei genützt